# Mai-HiME
A Mai-HiME (舞-HiME; Hepburn: My-HiME) japán animesorozat a Sunrise, Inc-től, amit a TV Tokyo sugárzott 2004 szeptemberétől 2005 márciusáig. Egy 26 részből álló vígjáték-dráma, amely a Himék (fiatal lányok bűvös hatalommal) életére koncentrál. Észak-Amerikában a Tokyopop adta ki.
Az animesorozat második részének címe Mai-Otome (舞-乙HiME) más helyen és időben játszódik, jóllehet többségében ugyanazokkal a szereplőkkel.

## Cselekmény
Mai Tokiha a Fuka Academybe kerül ahol a Hime lányokat képzik. Az első részekben az ellenfelek szörnyek és aljas külföldi szervezetek, de később mikor tudomást szereznek a Fuka igazi céljairól a lányoknak a világért kell harcba szállniuk- és mindazért, ami fontos nekik.

## Szereplők
A karakterek nagyrészt a Fuka-beli diákok és tanárok, a szereplők túlnyomó többsége nő. Főbb szereplők a keményen dolgozó, vörös hajú Mai Tokiha, Natsuki Kuga a sötét hajú hideg szépség, és a macskaszerű Mikoto Minagi.
Masakazu Obara, a japán anime rendező, aki mind a két sorozatot gondozta így nyilatkozott: "meg akartuk fordítani a szokásos férfi és női szerepeket".

## Zenék
Nyitófőcímek
- Shining☆Days – előadja Minami Kuribayashi (1 – 25 részek)
- Ashura-hime -előadja az Ali Project

Zárófőcímek
- You Were the Sky (君が空だった, kimi ga sora datta) előadja Aki Misato (1 – 14, 16 – 25 részek)
- It's only the fairy tale – előadja Yuko Miyamura (15. rész)
- Shining☆Days – előadja Minami Kuribayashi (26. rész)
- Silent Wing – előadja Aki Misato

Betétdalok
- When a Small Star Falls (小さな星が降りる時, chiisana hoshi ga oriru toki)- előadja Minami Kuribayashi (15 & 26 részek)
- It's only the fairy tale -előadja Yuko Miyamura (7, 8, 11 & 15 részekben)
- Flower by the Shore (水辺の花, mizube no hana)- előadja Saeko Chiba (16. rész)
- Sword of the Heart (ココロの剣, kokoro no ken)- előadja Ai Shimizu (16. rész)
- Lovely Intersection (愛しさの交差点, itoshisa no kousaten)- előadja Mai Nakahara (16. rész)
- Parade – 10 és 16. részek
- Fuuka Academy School Song ~Crystal's protection~ (26. rész)